# Kate O'Brien
Kate O'Brien   (Limerick, 3 de desembre de 1897 - Canterbury, 13 d'agost de 1974) fou una escriptora irlandesa, autora de novel·les, obres de teatre, llibres de viatge i biografies.

## Biografia
Kate O'Brien nasqué a Limerick, Irlanda, al 1897. Després de la mort de la seua mare quan ella tenia cinc anys, entrà com a alumna interna en el Llorer Hill, una escola de monges franceses. Després d'aconseguir una beca per estudiar a Dublín, es gradua en l'acabada de crear University College Dublin. Viatja al Regne Unit i treballa com a periodista redactant les pàgines internacionals del The Manchester Guardian. Quan es tanca la secció del diari, es trasllada a Londres, on treballa com a professora d'educació primària durant un any. Quan li oferiren un lloc d'institutriu a Bilbao, a Euskadi, ho accepta, i hi viu al 1922-23, un període decisiu en la seua formació vital i creativa. La novel·la autobiogràfica Mary Lavelle (1936) està basada en les experiències d'O'Brien a Euskadi.
Kate O'Brien comença la seua carrera com a escriptora a Bilbao, on escriu els primers relats curts. S'estableix a Bloomsbury, Londres, al 1923, on continua treballant com a periodista. Resultat d'una aposta amb una amiga, escriu una obra de teatre en un mes, Distinguished Villa (Vil·la distingida), inspirada per la seua experiència com a institutriu a Euskadi. L'obra, produïda a Londres el 1926, fou un èxit. El 1931, publica la primera novel·la, Without My Cloak (Sense la meua capa), que fou premiada amb el James Tait Black Memorial. Les seues obres més conegudes són The Davant-Room (L'Avantsala), de 1934, The Land of Spices (La terra de les espècies), de 1941, i That Lady (Aquesta dama), de 1946. Els seus llibres tracten temes com el desig d'independència de les dones, el poder opressiu de la moralitat religiosa, la sexualitat femenina, la identitat queer, i la resistència antifeixista... Dos dels seus llibres es prohibiren a Irlanda, i una de les seues novel·les es prohibí a l'estat espanyol. O'Brien també escrigué dos llibres de viatges, My Ireland (La meua Irlanda), de 1962, en què revisita els seus llocs favorits del seu país d'origen, i Farewell Spain (Adeu, Espanya), de 1937, un llibre polític per encoratjar els països anglosaxons a donar suport al bàndol republicà en la Guerra Civil espanyola. O'Brien també escrigué dues biografies, Presentation Parlour (El rebedor de la presentació), de 1963, sobre les seues tres ties monges, i Teresa of Avila (Teresa d'Àvila), de 1951, sobre la mística reformadora religiosa.
La primera biografia d'O'Brien, Kate O'Brien: A Literary Portrait (Kate O'Brien: un retrat literari), de 1987, escrita per la crítica literària Lorna Reynolds, només cobria la seua infantesa i joventut fins a 1923, un estrany silenci, possiblement un intent d'evitar referir-se a l'homosexualitat d'O'Brien. La primera biografia completa d'O'Brien, Kate O'Brien: A Writing Life, escrita per Eibhear Walshe, s'edità al 2003. Durant l'etapa d'institutriu Kate O'Brien tingué una relació amorosa amb un basc, i poc després del seu retorn a Londres, el 1923, es casà amb un periodista holandés, tot i que el matrimoni es dissolgué mesos més tard. Kate O'Brien orientà la resta de la seua vida cap a les dones. Visqué amb l'escriptora Stephie Stevens, a qui dedicà la seua primera novel·la, i amb la filla d'aquesta, a Kent, durant anys. La poeta Anna Wickham i la biògrafa d'O'Brien Lorna Reynolds, també han estat enllaçades romànticament amb O'Brien. Una altra dona important en la seua vida, Mary O'Neill, fou designada per O'Brien com la seua executora literària.
Després d'una considerable popularitat com a novel·lista en els anys 1940 i 1950, les obres d'O'Brien a poc a poc perderen atenció. La seua darrera novel·la, As Music and Splendour (Com la música i l'esplendor), de 1958, passà quasi desapercebuda. O'Brien continuà publicant ressenyes i columnes periodístiques, però cap al final de la seua carrera passà grans dificultats financeres, agreujades pel seu creixent alcoholisme. O'Brien visqué els darrers anys de la seua vida a Faversham, a Kent, Anglaterra, fins a la seua mort el 1974. A principis dels 1980, amb l'explosió de la crítica literària feminista i la creació d'editorials dedicades a recobrar a escriptores importants, l'obra de Kate O'Brien començà a revalorar-se, les seues novel·les es reimprimiren, i també alguns estudis acadèmics sobre el seu treball. Hui se la considera una pionera en la representació de personatges femenins i d'identitats queer, una valerosa veu a contracorrent de la censura imperant en l'Europa dels anys 1930, una escriptora experimental que uní el modernisme amb la literatura popular, una escriptora clau en la literatura irlandesa, una important activista literària, i una veu única en la literatura del s. XX.

## Novel·les
- Without My Cloak (Sense la meua capa) (1931)
- The Davant-Room (L'avantsala) (1934)
- Mary Lavelle (1936)
- Pray for the Wanderer (1938)
- The Land of Spices (La terra de les espècies) (1941)
- The Last of Summer (L'últim estiu) (1943)
- That Lady (Aquesta dama) (1946)
- The Flower of May (La flor de maig) (1953)
- As Music and Splendour (Com a música i esplendor) (1958)

## Altres obres
- Distinguished Villa: A Play in Three Acts (Distingida vil·la: una obra en tres actes) (1926)
- Farewell Spain (Adeu, Espanya) (1937)
- Teresa d'Àvila (1951)
- My Ireland (La meua Irlanda) (1962)
- Presentation Parlour (El rebedor de la presentació) (1963)

## Adaptacions al cinema
- That Lady (1955), protagonitzada per Olivia de Havilland, Gilbert Roland i Paul Scofield.
- Last of summer (1977), per a la televisió.
- Talk of Angels (1998) protagonitzada per Polly Walker, Vincent Perez, Franco Nero, Frances McDormand, Ruth McCabe i Penélope Cruz.